# Estudiar en primavera
Estudiar en primavera és una pel·lícula documental de 2014 dirigida per Amparo Fortuny. El film s'endinsa en el món d'un grup d'adolescents que lideraren les protestes en defensa de l'ensenyament públic que va desencadenar l'anomenada Primavera valenciana. Va ser la primera experiència de protesta per molts d'ells i un xoc amb la realitat. No només va fer que aquests adolescents esdeveniren en el símbol de les protestes estudiantils pertot arreu Espanya; també aconseguiren ser una reflexió del desencant de la joventut fent front a un futur incert en un país on les polítiques d'austeritat estan començant seriosament a afectar la societat.
En el documental trobem testimonials d'estudiants de 13 a 19 anys amb imatges impressionants de les manifestacions juntament amb primers plànols dels joves protagonistes suportant càrregues policials i la destrucció d'icones infantils (nines, balons, pastissos i paperet, etc..)
En febrer del 2012 els estudiants del institut Lluís Vives van participat en diverses manifestacions per protestar contra les retallades en els pressupostos educatius de la Comunitat Autònoma valenciana. L'actuació de la policia en aquelles manifestacions va ser extremadament polèmic i aparegué en molts mitjans de comunicació internacionals. Això va aixecar l'interès d'Organitzacions Internacionals, com l'Amnistia Internacional i Save the Children.

## Música
La banda sonora és formada per la Llei "Ley y Moral" de la banda de Múrcia Klaus & Kinski i una peça petita de Joseph Carl Breil composició per la pel·lícula de 1916 Intolerància per D. W. Griffith.
"Ley y Moral" és el leit motif del documental. El clip de vídeo repetidament transporta, des d'un plantejament desenfadat l'actitud dels protagonistes de la pel·lícula. Aquesta actitud en ocasions és energètica i entusiasta, i nihilista i desencantada en altres.
El segment musical d'Intolerància pertany a la batalla i caiguda de Babylonia (minut 90'). La pel·lícula alternativament descriu històries d'injustícia. Cadascuna d'aquestes històries, són de cultures i edats diferents, participació els temes de inhumanitat, intolerància, hipocresia, persecució, discriminació i injustícia que diferent social, sistemes religiosos i polítics han assolit pertot arreu temps.
La intolerància va ser restaurada dins 1989 per Thames Televisió per Canal 4. La versió que apareix en "Estudiar en primavera" és la gravació digital per l'Orquestra Radiofònica Simfònica de Luxemburg que va conduir Carl Davis.

## Preestrena i estrena del documental
Hi hagué una presentació del documental sense postproducció en l'Octubre Centre de la ciutat de València en 2012 coincidint amb l'aniversari de les protestes estudiantils. La presentació definitiva fou en la Cineteca de Matadero, Madrid el gener de 2013.